# Sepie
Sepia este un animal acvatic care face parte din subîncrengătura „Mollusca” clasa „Cephalopoda”.
Există aproximativ 120 de specii de sepie, cele mai cunoscute sunt:
- Sepia officinalis – sepie comună, întâlnită în Marea Mediterană și Oceanul Atlantic de Est
- Sepia apama – sepie uriașă australiană, cea mai mare specie, poate ajunge până la 50 cm
- Sepia latimanus – sepie cu brațele late, întâlnită în apele tropicale și subtropicale din Oceanul Indian și Pacific
- Sepia elegans – o specie mai mică, găsită în Marea Mediterană
- Sepia pharaonis – sepie faraonului, comună în apele Indoneziei și Africii de Est

Sepia este o moluscă marină cu corpul oval, prevăzut cu zece brațe acoperite cu numeroase ventuze și cu o cochilie calcaroasă internă și care, când este atacată, elimină o secreție negricioasă dintr-o „glandă de cerneală”, tulburând apa din jur (Sepia officinalis).Sepiile, spre deosebire de caracatițe, au păstrat învelișul de protecție. Ele se deplasează prin propulsie, aceasta fiind realizată prin umplerea unor camere din interiorul corpului cu apă, care este apoi expulzată rapid  printr-un sifon în exterior. În caz de pericol elimină o substanță asemănătoare cernelei care reduce vizibilitatea în apă, permițând sepiei să se îndepărteze de eventualii prădători. Sepiile sunt animale care pândesc prada, nefiind capabile de a atinge viteza de deplasare a caracatițelor. 
Populații mari de sepii se pot întâlni în mările calde în special lângă coasta Australiei în apropiere de orașul Whyalla (33°2′S 137°34′E / 33.033°S 137.567°E). Acestea ating o lungime de 60 de cm și o greutate de peste 5kg.
În general, sepiile au o mărime de 17–20cm, dar unele exemplare pot ajunge până la 30–40cm.
Speranţa de viaţă: 1-2 ani pentru majoritatea speciilor.
Duşmani naturali: rechini, pești mari, delfini.
Hrană: crabi, creveţi, peşti mici şi alte vieţuitoare marine. Paralizează prada cu ajutorul veninului din glandele salivare.
Sepia în gastronomie:
Reprezintă o delicatesă, preparată în moduri variate, de la prăjită și grătar până la tocănite.
- Carnea este bogată în proteine și săracă în grăsimi
- Este apreciată în bucătăria mediteraneană și asiatică
- Poate fi consumată prăjită, la grătar, marinată sau chiar uscată
- Necesită o pregătire corectă pentru a deveni fragedă
- În unele culturi, cerneala de sepie este folosită pentru a colora și aromatiza mâncărurile.